# Alvinópolis
Alvinópolis este un oraș din unitatea federativă Minas Gerais, Brazilia.